# Сянтань
Сянта́нь (кит. упр. 湘潭, пиньинь Xiāngtán) — городской округ в провинции Хунань КНР.

## История
Во времена империи Хань эти места входили в состав уезда Сяннань (湘南县), из которого впоследствии был выделен уезд Сянсян (湘乡县). Во времена империи Суй уезд Сяннань был переименован в Хэншань (衡山县), а после смены империи Суй на империю Тан получил название Сянтань. После монгольского завоевания эти уезды были подняты в статусе, став областями, но после свержения власти монголов и основания империи Мин были вновь понижены в статусе до уездов.
В 1949 году был образован Специальный район Чанша (长沙专区), состоящий из 8 уездов, власти которого разместились в уезде Сянтань; город Чанша не вошёл в состав Специального района, став городом провинциального подчинения. В 1950 году урбанизированная часть уезда Сянтань была выделена в отдельный город Сянтань (湘潭市). В 1951 году из уезда Сянтань был выделен город Чжучжоу, а из уезда Чанша — уезд Ванчэн (望城县). В 1952 году Специальный район Чанша был переименован в Специальный район Сянтань (湘潭专区), при этом в его состав перешли уезды Юсянь и Чалин из состава Специального района Хэнъян (衡阳专区), и уезд Нинсян из состава Специального района Иян (益阳专区).
В 1953 году Сянтань и Чжучжоу стали городами провинциального подчинения. В 1958 году город Сянтань вернулся под юрисдикцию властей Специального района Сянтань.
22 марта 1959 года уезд Ванчэн был вновь присоединён к уезду Чанша, а 31 марта того же года уезд Чанша был передан из состава Специального района Сянтань под юрисдикцию властей города Чанша. В том же году уезд Сянтань перешёл под юрисдикцию властей города Сянтань, а уезд Линсянь Специального района Чэньсянь (郴县专区) был присоединён к уезду Чалин.  В 1960 году урбанизированная часть уезда Юэян была выделена в отдельный город Юэян. В 1961 году уезд Сянтань был вновь выделен из города Сянтань и перешёл под юрисдикцию властей специального района, а уезд Линсянь был вновь выделен из уезда Чалин, также оставшись в составе Специального района Сянтань. В 1962 году город Юэян был расформирован, а его территория была возвращена в состав уезда Юэян; уезд Нинсян вернулся в состав Специального района Иян.
В 1964 уезды Юэян, Сянъинь, Пинцзян и Линьсян были выделены в отдельный Специальный район Юэян (岳阳专区).
В 1965 году уезд Сянсян перешёл из состава Специального района Шаоян (邵阳专区) в состав Специального района Сянтань.
В декабре 1968 года, чтобы оказать уважение родине Мао Цзэдуна, район Шаошань (韶山区) был выделен из уезда Сянтань и перешёл в прямое подчинение властям провинции Хунань.
В 1970 году Специальный район Сянтань был переименован в Округ Сянтань (湘潭地区).
Постановлением Госсовета КНР от 20 февраля 1980 года город Сянтань был выведен из состава округа и подчинён напрямую властям провинции; сам город был при этом разделён на 5 районов.
12 января 1981 года район Шаошань провинции Хунань был понижен в статусе, вновь войдя в состав уезда Сянтань.
Постановлением Госсовета КНР от 8 февраля 1983 года был расформирован округ Сянтань: уезд Люян был передан в состав городского округа Чанша, уезды Сянтань и Сянсян вместе с городом Сянтань образовали городской округ Сянтань, уезды Лилин, Юсянь, Чалин и Линсянь вместе с городом Чжучжоу образовали городской округ Чжучжоу.
22 мая 1984 года из уезда Сянтань был вновь выделен район Шаошань.
Постановлением Госсовета КНР от 12 сентября 1986 года уезд Сянсян был преобразован в городской уезд.
Постановлением Госсовета КНР от 26 декабря 1990 года район Шаошань был преобразован в городской уезд.
В 1992 году были упразднены старые 5 районов, а вместо них эта территория была разделена по реке Сянцзян на районы Юйху и Юэтан.

## Административно-территориальное деление
Городской округ Сянтань делится на 2 района, 2 городских уезда, 1 уезд:
| Карта                             | Карта    | Карта     | Карта          | Карта            | Карта         |
| --------------------------------- | -------- | --------- | -------------- | ---------------- | ------------- |
| Юйху Юэтан Сянтань Сянсян Шаошань |          |           |                |                  |               |
| Статус                            | Название | Иероглифы | Пиньинь        | Население (2010) | Площадь (км²) |
| Район                             | Юйху     | 雨湖区    | Yǔhú qū        |                  |               |
| Район                             | Юэтан    | 岳塘区    | Yuètáng qū     |                  |               |
| Городской уезд                    | Сянсян   | 湘乡市    | Xiāngxiāng shì |                  |               |
| Городской уезд                    | Шаошань  | 韶山市    | Sháoshān shì   |                  |               |
| Уезд                              | Сянтань  | 湘潭县    | Xiāngtán xiàn  |                  |               |

## Города-побратимы
- Чаннин, Китай (1984)
- Хиконе, Япония (1991)
- Саут-эль-Монте, США (1994)
- Хайкоу, Китай (1998)
- Бьенхоа, Вьетнам (2001)
- Луцк, Украина (2003)
- Леон, Испания (2010)
- Тернёзен, Нидерланды (2011)
- Лонгсюен, Вьетнам (2011)
- Ульяновск, Россия (2016)